# Eastleigh (plaats)
Eastleigh is een plaats en civil parish in het bestuurlijke gebied Eastleigh, in het Engelse graafschap Hampshire noordelijk van Southampton. De luchthaven van Southampton ligt in Eastleigh.
De naam Eastleigh betekent: een 'ooste' ("east") 'loo' ("leigh"). Deze etymologie is gelijk aan die van de Nederlandse plaats Oosterlo.

## Geboren
- John Ewbank (1968), producer en tekstschrijver
- Matt Targett (1995), voetballer